# Mompha trochiloides
Mompha trochiloides é uma espécie de mariposa do gênero Mompha pertencente à família Coleophoridae.